# Жанил Асанбекова
Жанил Асанбекова (рос. Жаныл Асанбекова; нар. 8 серпня 1967, с.Даркан, Джеті-Огузький район, Іссик-Кульська область, Киргизька РСР, СРСР) — російська акторка театру та кіно киргизького походження. Відома за роллю Айнури у комедійному ситкомі «Кухня» та «Готель Елеон».

## Життєпис
Жанил Асанбекова народилася у селі Даркан Джеті-Огузького району Іссик-Кульської області Киргизької РСР.
У 1989 році Жанил Асанбекова вступила у Вище театральне училище імені М. С. Щепкіна, яке закінчила у 1993 році.

## Особисте життя
На другому курсі театрального вузу, Жанил Асанбекова познайомилася зі своїм земляком Таалаем, студентом лісотехнічного інституту. Через 2 роки вони одружилися, у них народилися син Тимерлан та дочка Жасмин.

## Фільмографія
- 2017 — «Дружина поліцейського» — Фаріда
- 2017 — «Готель Елеон» — Айнура Жаннатбековна Кененсарова
- 2016—2017 — «Ольга» — вчителька Тимофія
- 2016 — «Дах світу» — Айнур
- 2015 — «Країна чудес» — епізод
- 2015 — «Тимчасово недоступний» — покоївка
- 2015 — «Терміново вийду заміж» — Зухра, покоївка Стаса
- 2014 — «Кухня в Парижі» — Айнура Жаннатбековна Кененсарова
- 2014—2015 — Анжеліка" — Айґюль, хатня робітниця
- 2013 — «Разом назавжди» — Ліу, дружина професора, господиня готелю
- 2012—2016 — «Кухня» — Айнура Жаннатбековна Кененсарова